# Sclerophrys buchneri
Sclerophrys buchneri es una especie de anfibios anuros de la familia Bufonidae.

## Distribución geográfica y hábitat
Habita en Cabinda (Angola) y República del Congo; posiblemente en la zona adyacente de la República Democrática del Congo.